# Jerico Stone
Jerico Stone is een Amerikaans scenarioschrijver.

## Werk
- My Stepmother is an Alien (1988)
- Matinee (1993)

## Trivia
- In de aftiteling wordt hij vaak als "Jerico" weergegeven.

. 